# Lomaptera helleriana
Lomaptera helleriana är en skalbaggsart som beskrevs av Valck Lucassen 1961. Lomaptera helleriana ingår i släktet Lomaptera och familjen Cetoniidae. Inga underarter finns listade i Catalogue of Life.